# Катерина Валуа
Катери́на Валуа́ (англ. Catherine of Valois; 27 жовтня 1401 — 3 січня 1437) — королева Англії, донька короля Франції Карла VI та Ізабелли Баварської.
З 1420 року в шлюбі з королем Англії Генріхом V. У них народився єдиний син, майбутній король Англії Генріх VI (1421 — 1471).
У 1422 році Генріх V помер. Тоді на службу до Катерини поступив вельський землевласник Овен Тюдор. Через декілька місяців Овен і Катерина стали коханцями, а пізніше — таємно повінчалися.
Померла Катерина Валуа 3 січня 1437 року — після пологів. Похована у Вестмінстерському абатстві.

## Родина
1 Чоловік (з 1420) —  Генріх V, король Англії
Діти:
- Генріх VI (1421—1471) — король Англії

2 Чоловік (з 1423) — Оуен Тюдор, уельський землевласник
Діти:
- Тасінда Тюдор[5] (1425—1469)
- Овен (Томас) Тюдор (1429—1502) — чернець Вестмінстерського абатства
- Едмунд Тюдор (1430—1456) — 1-й граф Річмонд, був одружений з Маргаритою Бофорт, представницею молодшого коліна династії Плантагенетів-Ланкастерів; їхній син став королем Англії Генріхом VII (від Бофорів до Тюдорів перейшло графство Ричмонд).
- Джаспер Тюдор (1431—1495) — граф Пембрук, герцог Бедфорд
- Маргарита[3](?) — черниця
- Катерина[3] (1437—?) — померла рано.

## У масовій культурі
- У кінофільмі «Король» 2019 року; роль виконує Лілі-Роуз Депп.
- В екранізації однойменної п'єси Вільяма Шекспіра «Генріх V» у рамках циклу «Порожня корона» Катерину Валуа зіграла Мелані Тьєррі.